# Marnier-Lapostolle
Pour les articles homonymes, voir Marnier et Lapostolle.
Marnier-Lapostolle, est une entreprise française, spécialisée dans la production et la commercialisation de vins et spiritueux, dont le Grand Marnier représente la majorité de ses activités. Sa raison sociale est Société des Produits Marnier-Lapostolle.
L'entreprise est fondée par la famille Marnier-Lapostolle et est vendue en 2016 à Campari.
L'activité de production et de commercialisation des spiritueux (liqueur Grand Marnier et cognac Bisquit) sont assurées par la filiale Marnier-Lapostolle Bisquit. Les ventes de cette dernière comprennent le Cordon Rouge et les différentes cuvées de Grand Marnier ainsi que les cognacs Bisquit rachetés en 2018.

## Histoire
Depuis 2016, faute de pouvoir s'entendre, et surtout de développer leur affaire, les héritiers de Louis-Alexandre Marnier-Lapostolle vendent le petit empire familial marquant la fin de 140 ans d'histoire.
Le montant de la transaction est de 650 millions d'euros (hors villa des cèdres).

## Villa des Cèdres
En 1922, le président de la société, Louis-Alexandre Marnier-Lapostolle, achète l'ancienne résidence secondaire du roi Léopold II, la « villa des Cèdres » au cap Ferrat (Alpes-Maritimes).
En 1976, la villa est cédée à la société Marnier-Lapostolle. Dans le cadre de son rachat du groupe Grand Marnier, la villa et son parc échoient en 2016 à l’entreprise italienne Campari qui précise ne pas vouloir les garder.
La villa les Cèdres est finalement vendue en 2019 pour 200 millions d'euros à l'oligarque ukrainien Rinat Akhmetov,.